# Francesco Marinelli
Francesco Marinelli (ur. 10 października 1935 w Appignano del Tronto, zm. 23 lutego 2024 w Urbino) – włoski duchowny katolicki, arcybiskup Urbino-Urbania-Sant’Angelo in Vado w latach 2000–2011.

## Życiorys
Święcenia kapłańskie przyjął 25 marca 1961. W 1970 został profesorem sakramentologii na Papieskim Uniwersytecie Laterańskim. Był także rektorem rzymskiej bazyliki św. Anastazji na Palatynie.

### Episkopat
11 marca 2000 został mianowany przez papieża Jana Pawła II arcybiskupem Urbino-Urbania-Sant’Angelo in Vado. Sakry biskupiej udzielił mu 29 kwietnia tegoż roku kard. Camillo Ruini.
24 czerwca 2011 Benedykt XVI przyjął jego rezygnację z pełnionego urzędu złożoną ze względu na wiek.